# Viirelaid
Viirelaid (njem. Paternoster}) je estonski otok u tjesnac Suur, u Baltičkom moru. Površina otoka je 87 ha, a najviša točka otoka je na 4,5 metara nadmorske visine.
Zajedno sa susjednim otocima Kesselaid, Suurlaid, Võilaid i Muhu čini općinu Muhu (estonski: Muhu vald). 

## Vanjske poveznice
|  | Zajednički poslužitelj ima još gradiva o temi Viirelaid |

- Informacije o otoku  Arhivirana inačica izvorne stranice od 6. travnja 2015. (Wayback Machine)